# Nubar Paixà
Nubar Pasha (en àrab: بوغوص نوبار باشا) (Esmirna, Imperi Otomà, Gener de 1825 – París, França, 14 de gener de 1899) fou un polític egipci.
Pertanyia a una família cristiana i fou educat a Suïssa i França, retornà a la seva pàtria el 1842, sent anomenat dos anys més tard secretari del seu parent Bogos-Bey, ministre de Comerç. Després desenvolupà el mateix càrrec al costat d'Ibrahim Paixà, al que acompanyà en els seus viatges a Europa i a Constantinoble, i després entrà al servei d'Abbàs Paixà, que li concedí el títol i la jerarquia de bei.
El 1850 fou enviat a Londres amb una missió diplomàtica que desenvolupà satisfactòriament, i el 1853 se l'anomenà plenipotenciari a Viena. A la mort del virrei Abbàs Paixà, el seu successor Küçük Mehmed Said Paşa l'encarregà el (1856) l'organització del transit egipci a través de la India i feu construir la primera línia fèrria egípcia. No obstant l'èxit aconseguit en la seva delicada missió, caigué en desgràcia, però al cap d'un any el virrei tornà a cridar-lo al seu costat i li encarregà d'unes negociacions a Viena.
Mort Said Pasha (1863), el seu successor Isma'il Pasha li encarrega moltes missions diplomàtiques importants, com les negociacions per la construcció del canal de Suez, que portà a cap amb tant d'èxit que se li concedí el títol de Pasha. Al seu retorn a Egipte (1864) fou nomenat ministre d'Obres públiques i el 1866 de Relacions exteriors, negociant amb la Sublim Porta els tractats relacionats a la situació d'Egipte en l'Imperi Turc i arranjant l'organització del tribunals internacionals.

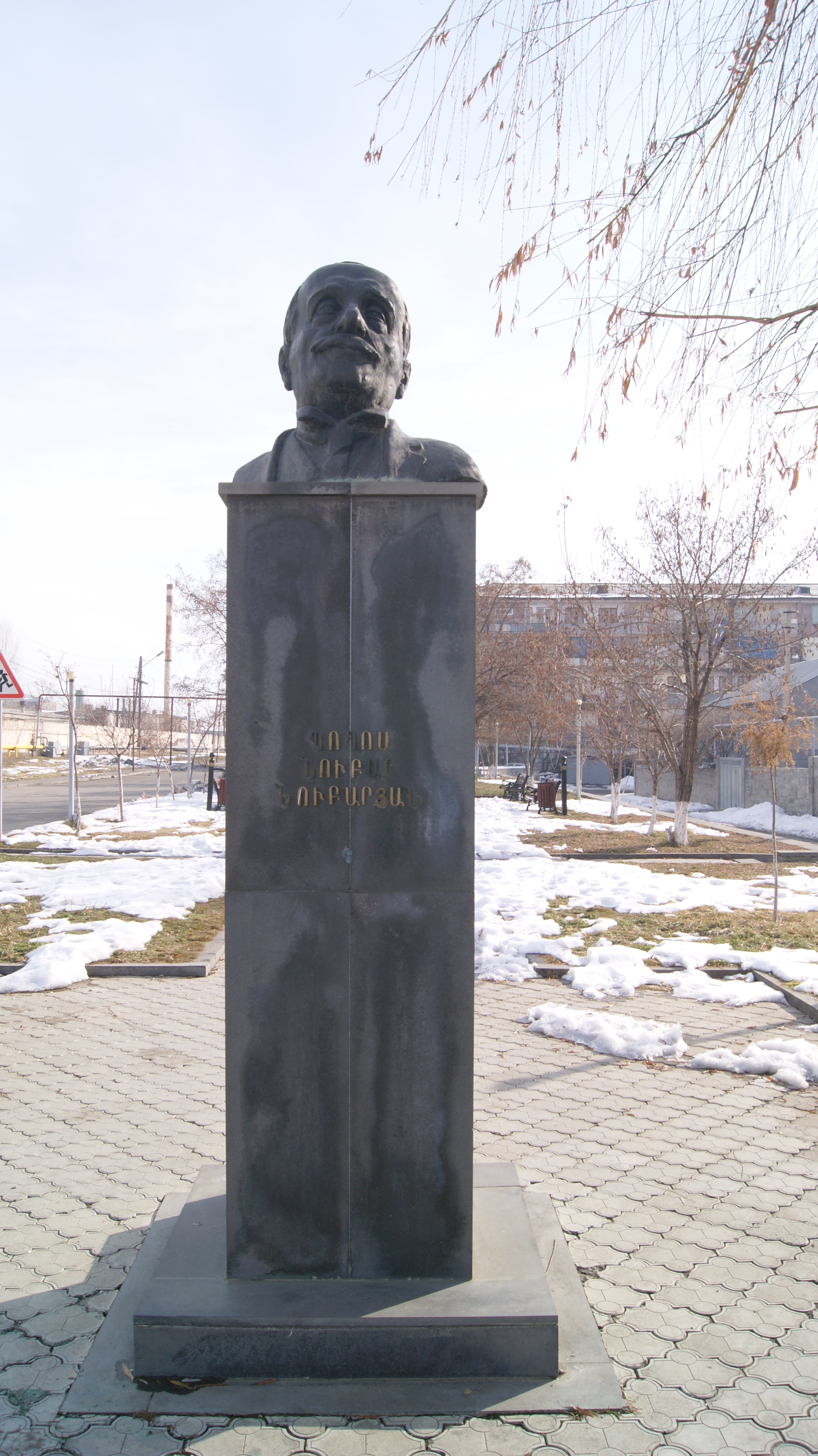

A partir de 1870 s'aproximà visiblement a Anglaterra, els interessos dels quals afavorí cada vegada més en detriment de les aspiracions de França; el 1872 fou breument visir (equivalent a primer ministre) abandonant el govern el 1874 per tornar a ell el 1875. Pel gener de 1876 es traslladà a Europa d'on fou cridat el 1878 per encarregar-se de la presidència del Consell (28 d'agost de 1878), en la qual donà carteres a l'anglès Charles Rivers Wilson i al francès Blignières. El 1879, Wilson i ell, que llavors era primer ministre, foren víctimes d'un greu atemptat de la multitud en els carrers del Caire, incident que fou el precursor directe de la revolta i de la consegüent ocupació d'Egipte per les tropes angleses el 1882. Llavors va deixar la direcció del govern (23 de febrer de 1879). L'any següent (1883) el khedive li’n retirà els poders i hagué de dimitir, sent deposat també aquell poc temps després.
Elevat de nou a la presidència el 10 de gener de 1884, destacà per la seva complaença vers el govern anglès, el que no fou obstacle perquè el representant d'aquest país, que volia apoderar-se del servei de policia d'Egipte, li fes la més forta oposició, aconseguint ensorrar-lo el 9 de juny de 1888.
Del 16 d'abril de 1891 fins al 12 de novembre de 1895 tornà a ser cap del govern egipci. Va morir quatre anys després.